# Egon Ranshofen-Wertheimer
Egon Ranshofen-Wertheimer (als Egon Ferdinand Wertheimer * 3. September 1894 in Ranshofen/Braunau am Inn, Österreich-Ungarn; † 27. Dezember 1957 in New York, New York, Vereinigte Staaten) war ein österreichisch-US-amerikanischer Diplomat, Journalist, Rechts- und Staatswissenschaftler.

## Leben
Egon Ferdinand Wertheimer wurde am 3. September 1894 als Sohn des katholischen Gutsbesitzers Julius Wertheimer und dessen Ehefrau Karolina (geborene Bǎrtosch) in Ranshofen bei Braunau am Inn geboren und am 11. September 1894 dort getauft. Seine Familie hat weitschichtige, jüdische Vorfahren. Sein Großvater Ferdinand Wertheimer war oberösterreichischer Landtagsabgeordneter und Nachfahre von Samson Wertheimer. Nach dem Ersten Weltkrieg – aus dem er als Marxist zurückkehrte – studierte er bis 1921 in Wien, Zürich, Berlin, München und Heidelberg. In Heidelberg näherte er sich der sozialistischen Studentengruppe um Carlo Mierendorff an. Im Laufe der Jahre entwickelte Egon Ferdinand Wertheimer  eine immer pragmatischere Einstellung und wandelte sich zum Sozialdemokraten. Zunächst arbeitete er von 1921 bis 1924 als Redakteur in Hamburg und dann bis 1930 als Auslandskorrespondent für die sozialdemokratische Zeitung Vorwärts in London. Dort schrieb er sein erstes Buch Portrait der britischen Arbeiter-Partei, das zum Bestseller wurde, und hatte erste Kontakte mit dem jungen Salzburger Journalisten und Ökonomen Leopold Kohr.
Sein Buch erregte die Aufmerksamkeit der britischen Regierung, die großen Einfluss auf den Völkerbund hatte. Deshalb war es ihm möglich, ab 1930 für zehn Jahre in Genf als Diplomat und Abteilungsleiter des Völkerbundes zu arbeiten. Angesichts des aufkommenden Nationalsozialismus emigrierte er nach Amerika, wo er 1940/41 als Professor an der American University in Washington und von 1942 bis 1945 bei der Carnegie Endowment for International Peace arbeitete. 1945/46 war er im US-Außenamt Konsulent für UN-Angelegenheiten.
Egon Ranshofen-Wertheimer unterstützte die Regierung der USA im Zweiten Weltkrieg gegen Deutschland, indem er mit seinem jüngeren Kollegen Leopold Kohr (u. a. in der New York Times) publizistisch gegen die nationalsozialistische Regierung Stellung nahm. 1946 bis zu seiner Pensionierung 1955 arbeitete er für die Vereinten Nationen in den Kommissionen für Korea, Somaliland und Eritrea. Nach seiner Pensionierung ab 1956 war er Berater der österreichischen UN-Vertretung.

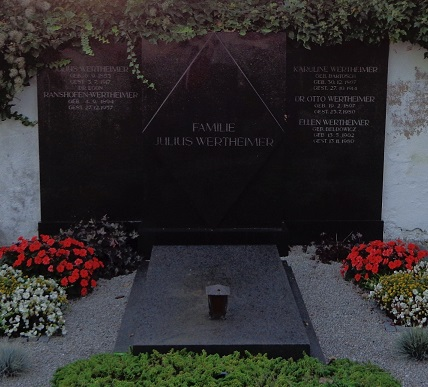
Friedhof Ranshofen: Grab der Familie Wertheimer, in dem auch Egon Ranshofen-Wertheimer bestattet ist

Durch sein Werk The International Secretariat – A Great Experiment in International Administration war er ein Wegbereiter der Vereinten Nationen.
Ranshofen-Wertheimer und Kohr setzten sie sich unter anderem auch für die Beendigung der Viermächteherrschaft und die staatsrechtliche Unabhängigkeit Österreichs ein. Die rasche Aufnahme der jungen Zweiten Republik in die Vereinten Nationen (1955) hat Österreich ebenfalls dem Engagement Ranshofen-Wertheimers zu verdanken.
Nach seinem Tod in New York wurde Egon Ranshofen-Wertheimer nach Österreich überführt und nach einem katholischen Trauergottesdienst im Grab seiner Familie auf dem Friedhof der Pfarre Ranshofen begraben.

## Zitate
„Seinem Einfluss hat Österreich unter anderem auch den Marshallplan zu verdanken. Ranshofen-Wertheimer wurde von vergesslichen Politikern der Nachkriegszeit bewusst verschwiegen, weil er auch die Mitverantwortung österreichischer Nazis am Untergang des Landes nicht unter den Teppich kehren wollte.“

## Rezeption

Skulptur Rednerpult - The Peace Speaker’s Desk beim Stift Ranshofen

Seit 2007 wird im Rahmen der Braunauer Zeitgeschichte-Tage der Egon Ranshofen-Wertheimer Preis der Stadt Braunau verliehen.
Im September 2007 beschäftigten sich die 16. Braunauer Zeitgeschichte-Tage unter dem Titel „Peacemakers Manual“ mit Egon Ranshofen-Wertheimer.
In einem Hof von Stift Ranshofen wurde am 4. November 2012 die Skulptur „REDNERPULT – The Peace Speaker’s Desk“ des Künstlers Reinhard Blum enthüllt, die dem Lebenswerk von Egon Ranshofen-Wertheimer gewidmet ist.

## Publikationen
- Das Antlitz der britischen Arbeiterpartei. J.H.W. Dietz Nachf., Berlin 1929.
- Victory is not enough. The strategy for a lasting peace. W.W. Norton & Company Publishers, New York 1942.
- The International Secretariat. A Great Experiment in International Administration. Carnegie Endowment For International Peace, Washington 1945.